# Гипотеза разрыва в знаниях
Гипотеза разрыва в знаниях — это концепция, описывающая структурное неравенство знаний, получаемых через средства массовой информации. Знание, как другие виды благ, часто распределяется по социальной системе дифференцированно. Гипотеза утверждает, что «по мере увеличения притока массовой информации в социальную систему группы населения с более высоким социально-экономическим статусом, как правило, получают эту информацию быстрее, чем группы с более низким социально-экономическим статусом, так что разрыв в знаниях между этими группами стремится скорее к увеличению, чем к снижению». Таким образом, образованные люди имеют больше шансов расширить свои знания, чем люди менее образованные. Эту концепцию выдвинули в 1970 году три исследователя Миннесотского университета — Филип Дж. Тиченор, Джордж А. Донохью и Клэрис Н. Олин.

## Истоки
Тиченор, Донохью и Олин отмечают, что теория разрыва в знаниях упоминалась в литературе о массовой коммуникации ещё до того, как была официально сформулирована. Уже в 1920-х было опубликовано исследование, которое изучало влияние различных факторов на выбор медиа-контента. Например, Грей и Манро считали уровень образованности человека значительным фактором, влияющим на выбор им именно «серьёзных» материалов.
В то время, однако, было распространено мнение, что такие различия в предпочтениях могли бы сгладиться с появлением радио, которое не требует никаких специальных умений (Лазарсфельд, 1940). Заинтересованный тем, уменьшило ли радио различия в предпочтениях контента, Пауль Лазарсфельд, глава офиса радиоисследований в Колумбийском университете, провёл исследование, определяя, как соотносятся количество времени, которое люди тратят на прослушивание радио и контент, который они слушали, с их социально-экономическим статусом. Результаты показали не только то, что люди с более низким статусом слушают больше радио-программ, но и то, что они менее склонны к потреблению серьёзного контента.
Проиллюстрировать эту теорию может и кампания Стара и Хьюза по информированию граждан об ООН, проведенная в 1950. Результаты также показали, что кампания была наиболее успешной при взаимодействии с более образованными людьми. Граждане с низким уровнем образования фактически проигнорировали её. После того, как исследователи обнаружили, что люди, чей уровень образования был высоким, также проявили больше интереса к теме, Стар и Хьюз предположили, что знание, образование и интерес могут являться взаимозависимыми.

## Причины
Тиченор, Донохью и Олин выделили несколько причин возникновения разрыва в знаниях:
1. У людей с более высоким социальным статусом, как правило, уровень образования также выше, что улучшает их восприятие и память коммуникативные способности;
2. Люди с более высоким статусом, вероятно, будут в курсе новостей благодаря изучению материалов СМИ или через систематическое образование;
3. Люди с более высоким статусом обычно имеют более широкую сферу деятельности и больше контактов, и, следовательно, делятся знанием с другими;
4. Людей с более высоким статусом интересует более широкий диапазон тем, и они чаще склонны изучать серьёзные материалы, связанные с обществом, наукой, медициной;
5. Информационные агентства угождают вкусам и интересам их аудитории.

Тиченор, Донохью и Олин также отметили, что рост пробела в знаниях зависит не только от социально-экономического статуса, но и от тематики материала.

## Влияние СМИ на разрыв в знаниях
При изучении влияния СМИ на разрыв в знаниях были изучены три типа медиа:
1. телевидение — разрыв в знаниях больше у активных пользователей телевидения по сравнению с менее активными пользователями (Eveland, 2000);[6]
2. газеты — влияние газет может потенциально усилить разрыв в знаниях о политике между различными социальными группами, так как чтение газеты требует грамотности для эффективного восприятия информации (Jerit и др., 2006).[7] Однако другие исследования показывают, что газеты немного уменьшают разрыв в знаниях, а не увеличивают его (Eveland, 2000);[6]
3. Интернет — повышается осведомленность общественности в вопросах здравоохранения (Shim, 2008).[8]

Поскольку средства массовой информации уже давно рассматриваются как возможность для глобальной демократизации, концепция разрыва в знаниях ставит под вопрос принцип свободы информации.

## Современность
В конце двадцатого века средства массовой информации стали переходить на электронный формат, и из общей дискуссии о восприятии медиа-контента выделилась проблема цифровых технологий. Цифровой разрыв следует понимать как расширение гипотезы разрыва знаний, а не просто её изменение. Цифровой разрыв возникает из-за различий в доступе к современным средствам массовой информации и коммуникации и считается одной из самых серьезных структурных проблем постиндустриального общества.
Так как политические решения сыграли важную роль в увеличении неравенства, а исследования разрыва в знаниях имеют политические последствия, исследователи должны расширить диалог с политиками.

## Критика
Критики гипотезы полагали, что обозначенных условий недостаточно для прогнозирования разрыва в знаниях. Джеймс Эттема и Джеральд Клине в 1977 году внесли изменения в концепцию. В журнале «Communication Research» они опубликовали свою гипотезу, где впервые утверждалась роль мотивации при получении медиа-контента. Они отметили, что появление разрыва в знаниях зависит не только от тематики, но и от степени мотивации для восприятия материала.
В настоящее время существуют три конкурирующие гипотезы:
1. гипотеза информационного дискомфорта (описывает негативный эффект СМИ);
2. гипотеза замкнутого круга (утверждает положительный эффект СМИ);
3. гипотеза дифференцированного эффекта (утверждает положительный эффект от газет и нулевой или отрицательный эффект от телевидения) (Фрайл, 2011).[10]